# Caspar von Ketteler
Caspar von Ketteler (* unbekannt; † 1. Mai 1616) war Domherr in Münster und Paderborn.

## Leben

### Herkunft und Familie
Caspar von Ketteler entstammte dem westfälischen Adelsgeschlecht von Ketteler, aus dem zahlreiche namhafte Persönlichkeiten hervorgegangen sind. Er wurde als Sohn des Conrad Ketteler zu Middelburg und dessen Gemahlin Berta von Raesfeld zu Romberg (Tochter des Dompropstes Goswin von Raesfeld) geboren. Sie hatten 1554 die Ehe geschlossen, aus der außerdem die Kinder Rotger (Domherr in Hildesheim) und Goswin (Domherr in Münster) hervorgegangen sind.

### Wirken
Mit dem Erhalt der Tonsur am 2. Dezember 1606 wurde Caspar auf ein geistliches Leben vorbereitet und nahm am 11. Dezember die Dompräbende des Domherrn Dietrich von Wendt in Besitz, nachdem er vom Turnar Johann von Velen präsentiert worden war. Mit der Aufschwörung auf die Geschlechter Ketteler, Raesfeld, Schüngel und Wullen am Tage darauf wurde er emanzipiert. Caspar war auch Domherr in Paderborn. Er hinterließ ein Testament, in dem er seinen Bruder Goswin und seine Schwester ⚭ von Diepenbrock bedachte.